# Scener ur ett äktenskap
Scener ur ett äktenskap (pt: Cenas da vida conjugal / br: Cenas de um casamento) é um filme sueco de 1974, do gênero drama, escrito e realizado por Ingmar Bergman e com direção de fotografia de Sven Nykvist. A história original foi lançada como uma minissérie de TV em 1973.

## Sinopse
Há 10 anos que Johan (Erland Josephson) e Marianne (Liv Ullmann) são casados. Ambos aparentam ser bem-sucedidos, sendo ele professor e ela advogada na área de direito familiar. Eventualmente são entrevistados por Palm, uma repórter, para falar a respeito do sucesso de seu matrimónio.
Certo dia um casal muito amigo deles, Katarina e Peter, vêm para um jantar. De imediato Katarina e Peter demonstram que o seu casamento passa por uma série crise. Semanas depois, Marianne descobre que está grávida e Johan, ao saber, não demonstra nenhum contentamento.
A Sra. Jacobi procura Marianne, dizendo que após 20 anos de casamento quer-se divorciar, por sentir que não há amor no seu casamento, o que provocou uma atrofia nas suas emoções.
O filme em longa metragem mantém os nomes dos capítulos da série de TV, dividindo-se em segmentos (episódios). Alguns episódios ocorrem meses ou anos depois dos anteriores.
| Número | Titulo                                                |
| --- | ----------------------------------------------------- |
| 1 | "Inocência e Pânico"                                  |
| A advogada Marianne e o professor Johan comemoravam dez anos de casamento quando uma repórter os entrevistam para uma revista feminina. Eles se mostram felizes, fieis e contentes com o casamento. Os amigos casados Peter e Katarina os visitam para jantar e comentarem a reportagem. Após se embriagarem, os amigos iniciam uma violenta discussão, humilhando e ofendendo cruelmente um ao outro.                                                                                 |                                                       |
| 2 | "A arte de empurrar problemas para debaixo do tapete" |
| Marianne tenta adiar pela primeira vez o jantar que o casal vai em todos os domingos na casa dos pais dela e não consegue, percebendo como é difícil deixar de atender as expectativas dos outros. Johan sofre um aparente flerte de uma amiga no trabalho mas se mostra indiferente. |                                                       |
| 3 | "Paula"                                               |
| O casal vai para uma casa de campo e Johan abruptamente informa a Marianne que vai se separar dela e ir morar em Paris com a amante dele, Paula. |                                                       |
| 4 | "O Vale das Lágrimas"                                 |
| Johan está desiludido com Paula e volta a ver Marianne. Eles discutem sobre a vida que agora levam, Johan tenta uma relação sexual mas Marianne não quer, depois, Marianne lê para ele um trecho do diário dela onde ela conta para ele o quanto ela foi repreendida pela sua mãe, porém ele dorme durante a leitura que ela estava fazendo. Eles tentam passar a noite juntos, mas não conseguem dormir e vão embora.                                                                 |                                                       |
| 5 | "Os analfabetos"                                      |
| Marianne e Johan se encontram num escritório para assinarem os papeis do divórcio, mas Johan se recusa. Marianne quer manter relações sexuais mas depois diz que era para saber se sentia ainda alguma coisa por ele. Os dois lutam selvagemente e Johan declara que ambos são analfabetos emocionais. No final eles assinam os papeis. |                                                       |
| 6 | "No meio da noite numa casa escura em algum lugar"    |
| Marianne e Johan estão casados com outras pessoas mas não são felizes. Encontrando-se casualmente num cinema, eles iniciam secretamente uma relação. No 20º aniversário de casamento, eles decidem passar a noite juntos na casa de campo. Mas depois preferem ir a uma casa de um amigo. Eles discutem sobre as mudanças de ambos, com Marianne mais conhecedora de si própria e Johan conformado com suas limitações. Marianne acorda em pânico no meio da noite e Johan a conforta. |                                                       |

## Elenco
- Liv Ullmann .... Marianne
- Erland Josephson .... Johan
- Bibi Andersson .... Katarina
- Jan Malmsjö .... Peter
- Gunnel Lindblom .... Eva
- Anita Wall .... Palm
- Barbro Hiort af Ornäs .... sra. Jacobi
- Lena Bergman .... Karin
- Rossana Mariano .... Eva - 12 anos

## Prémios e nomeações
Globo de Ouro (1975)
- Venceu na categoria de melhor filme estrangeiro.
- Indicado à categoria melhor atriz - drama (Liv Ullmann).

BAFTA (1976)
- Indicado à categoria melhor atriz (Liv Ullmann)